# Thelairodrino gracilis
Thelairodrino gracilis är en tvåvingeart som först beskrevs av Louis-Paul Mesnil 1952.  Thelairodrino gracilis ingår i släktet Thelairodrino och familjen parasitflugor. Inga underarter finns listade i Catalogue of Life.